# Turkmenščina
Turkmenščina (turkmensko  Türkmen dili, تورکمن ﺗﻴﻠی) je uradni jezik Turkmenistana. Govori se tudi v Iranu, Iraku, Afganistanu in Turčiji. Piše se v prilagojeni turški latinici. Jezik ima približno 7,6 milijona govorcev, od katerih je polovica v Turkmenistanu, ostali pa živijo v sosednjih državah. 
Najbližja sorodna jezika sta krimska tatarščina in salarščina. Sporazumevanje je mogoče tudi s turško in azerbajdžansko govorečimi sogovorniki.
Turkmenščina je aglutinacijski jezik, ne razlikuje spolov in nima nepravilnih glagolov.

## Pisava
Do oktobrske revolucije leta 1917 so Turkmeni, natančneje ozek sloj prebivalcev iz višjih družbenih razredov, uporabljali arabsko pisavo. Po revoluciji se je nekaj časa uporabljala reformirama arabska pisava, potem pa je bila uvedena latinica. 
Cirilica je bila uvedena leta 1946, po osamosvojitvi Turkmenistana pa se je ponovno uvedla latinica.
Sodobna uradna pisava je bila uvedena leta 1991 in se imenuje Täze Elipbiýi. Na začetku je vsebovala veliko tujih simbolov in simbolov za valute, ki so se kasneje zamenjali z zapisi z osnovnimi črkami. Cirilica je še vedno zelo razširjena.

### Latinica
Aa, Bb, Çç, Dd, Ee, Ää, Ff, Gg, Hh, Ii, Jj, Žž, Kk, Ll, Mm, Nn, Ňň, Oo, Öö, Pp, Rr, Ss, Şş, Tt, Uu, Üü, Ww, Yy, Ýý, Zz

### Cirilica
Аа, Бб, Вв, Гг, Дд, Ее, Ёё, Жж, Җҗ, Зз, Ии, Йй, Кк, Лл, Мм, Нн, Ңң, Оо, Өө, Пп, Рр, Сс, Тт, Уу, Үү, Фф, Хх, (Цц), Чч, Шш, (Щщ), (Ъъ), Ыы, (Ьь), Ээ, Әә, Юю, Яя

### Primerjava obeh pisav
| Latinica | Cirilica | Fonetsko  |
| -------- | -------- | --------- |
| A a      | А а      | [a]       |
| B b      | Б б      | [b]       |
| Ç ç      | Ч ч      | [ʧ]       |
| D d      | Д д      | [d]       |
| E e      | Е е      | [je], [e] |
| Ä ä      | Ә ә      | [æ]       |
| F f      | Ф ф      | [ɸ]       |
| G g      | Г г      | [g~ʁ]     |
| H h      | Х х      | [h~x]     |
| I i      | И и      | [i]       |
| J j      | Җ җ      | [ʤ]       |
| Ž ž      | Ж ж      | [ʒ]       |
| K k      | К к      | [k~q]     |
| L l      | Л л      | [l]       |
| M m      | М м      | [m]       |
| N n      | Н н      | [n]       |
| Ň ň      | Ң ң      | [ŋ]       |
| O o      | О о      | [o]       |
| Ö ö      | Ө ө      | [ø]       |
| P p      | П п      | [p]       |
| R r      | Р р      | [r]       |
| S s      | С с      | [θ]       |
| Ş ş      | Ш ш      | [ʃ]       |
| T t      | Т т      | [t]       |
| U u      | У у      | [u]       |
| Ü ü      | Ү ү      | [y]       |
| W w      | В в      | [β]       |
| Y y      | Ы ы      | [ɯ]       |
| Ý ý      | Й й      | [j]       |
| Z z      | З з      | [ð]       |

## Slovnica
Slovnica turkmenščine je skoraj identična slovnici turščine.

### Primer
1. člen univerzalne deklaracije o človekovih pravicah, zapisan v turkmenski latinici, turkmenski cirilici in slovenski prevod:
Hemme adamlar öz mertebesi we hukuklary boýunça deň ýagdaýda dünýä inýärler. Olara aň hem wyždan berlendir we olar bir-birleri bilen doganlyk ruhundaky garaýyşda bolmalydyrlar.
Хемме адамлар өз мертебеси ве хукуклары боюнчa дең ягдайда дүнйә инйәрлер. Олара аң хем выждан берлендир ве олар бир-бирлери билен доганлык рухундакы гарайышда болмалыдырлар.
Vsa človeška bitja se rodijo svobodna in enaka v dostojanstvu in pravicah. Obdarjena so z razumom in zavestjo in morajo eno proti drugemu postopati v duhu bratstva.
| Turkmensko | Slovensko |
| ---------- | --------- |
| ene        | mati      |
| watan      | domovina  |
| şatlyk     | sreča     |
| söýmek     | ljubiti   |
| ýaşamak    | živeti    |
| söýgi      | ljubezen  |
| ömür       | življenje |
| maşgala    | družina   |
| saglyk     | zdravje   |
| azatlyk    | svoboda   |

## Vir
- Jon Garrett, Meena Pallipamu, Greg Lastowka (1996). Turkmen Grammar. www.chaihana.com.